# المدفع الأصفر (قصص قصيرة)
المدفع الأصفر قصة قصيرة يمنية من تأليف زيد مطيع دماج صدرت في 1986 عن الهيئة العامة للكتاب - صنعاء.

## المحتوى
مجموعة قصصية تضم 9 قصص قصيرة:
1. أزمة البنت بشرى.
2. النذر.
3. المدفع الاصفر.
4. الهيلوكس.
5. قطط الإمام.
6. أرملة الفرن الجميلة.
7. قصة مهاجر حقيقي.